# Westpaket

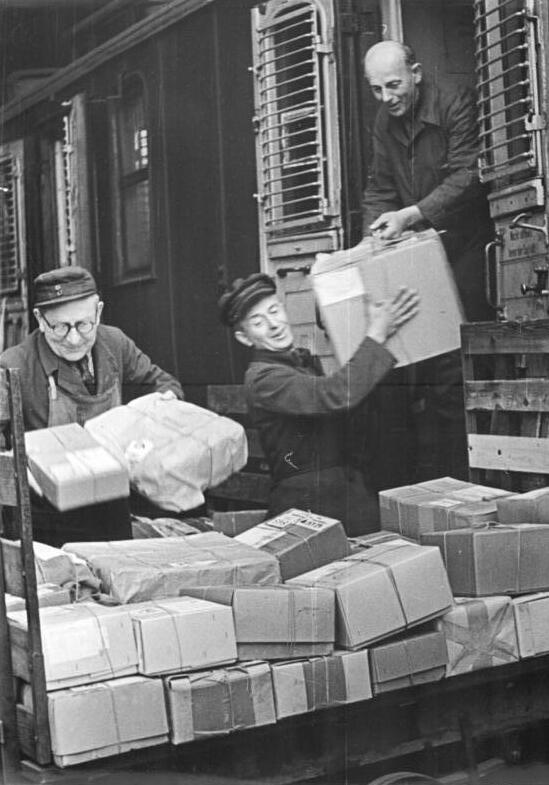
Die Belegschaft des Postbahnhofs Leipzig, des größten Umschlagpostamtes in der DDR, entlädt einen Eisenbahnwagen mit Westpaketen aus Köln (18. Juni 1952).

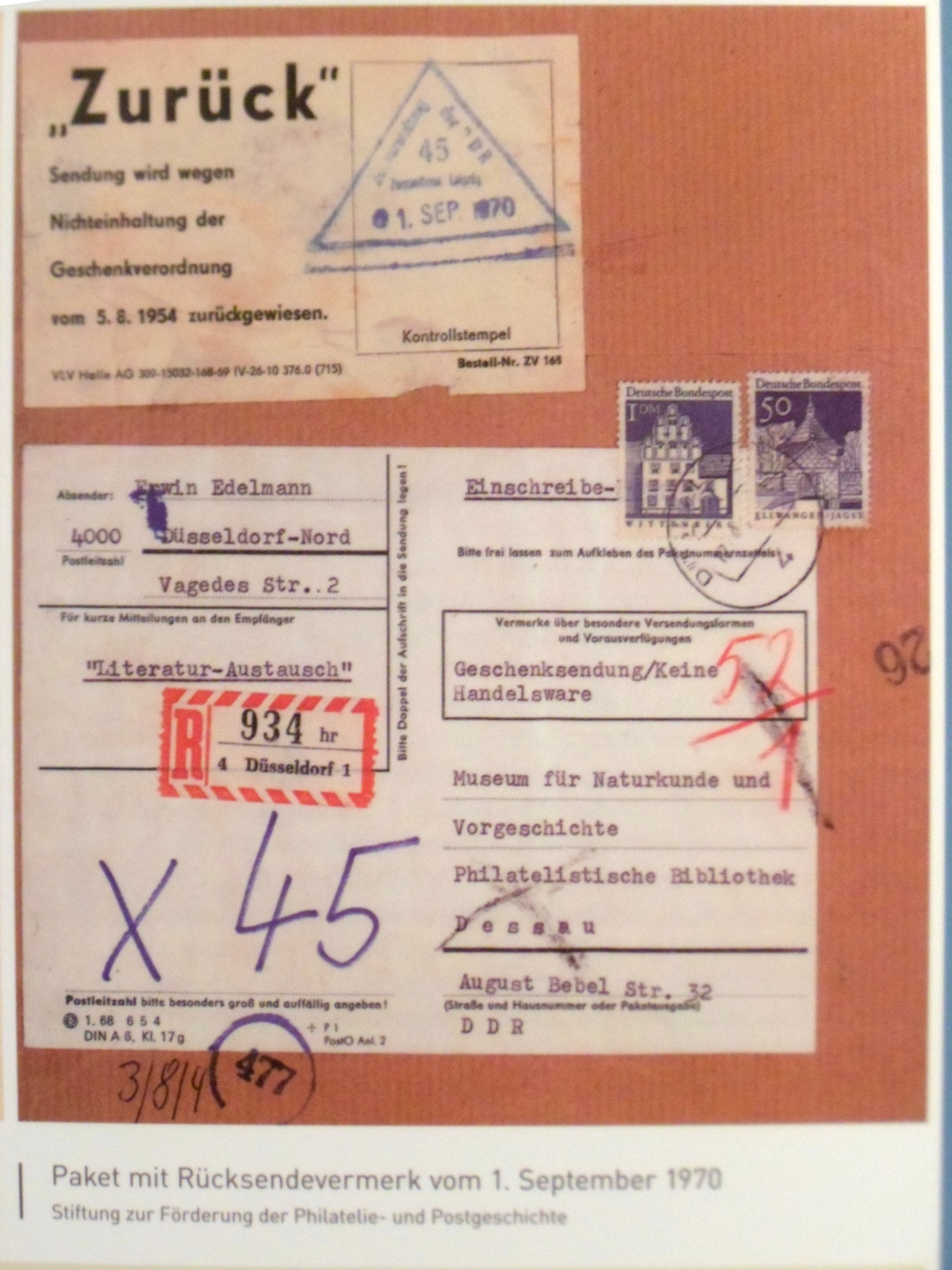
Eine Westsendung per 'Einschreiben', das wegen des Postkriegs zurückgeschickt wurde. Die West-Briefmarke zu 1 DM zeigt das Melanchthonhaus in Wittenberg in der DDR.

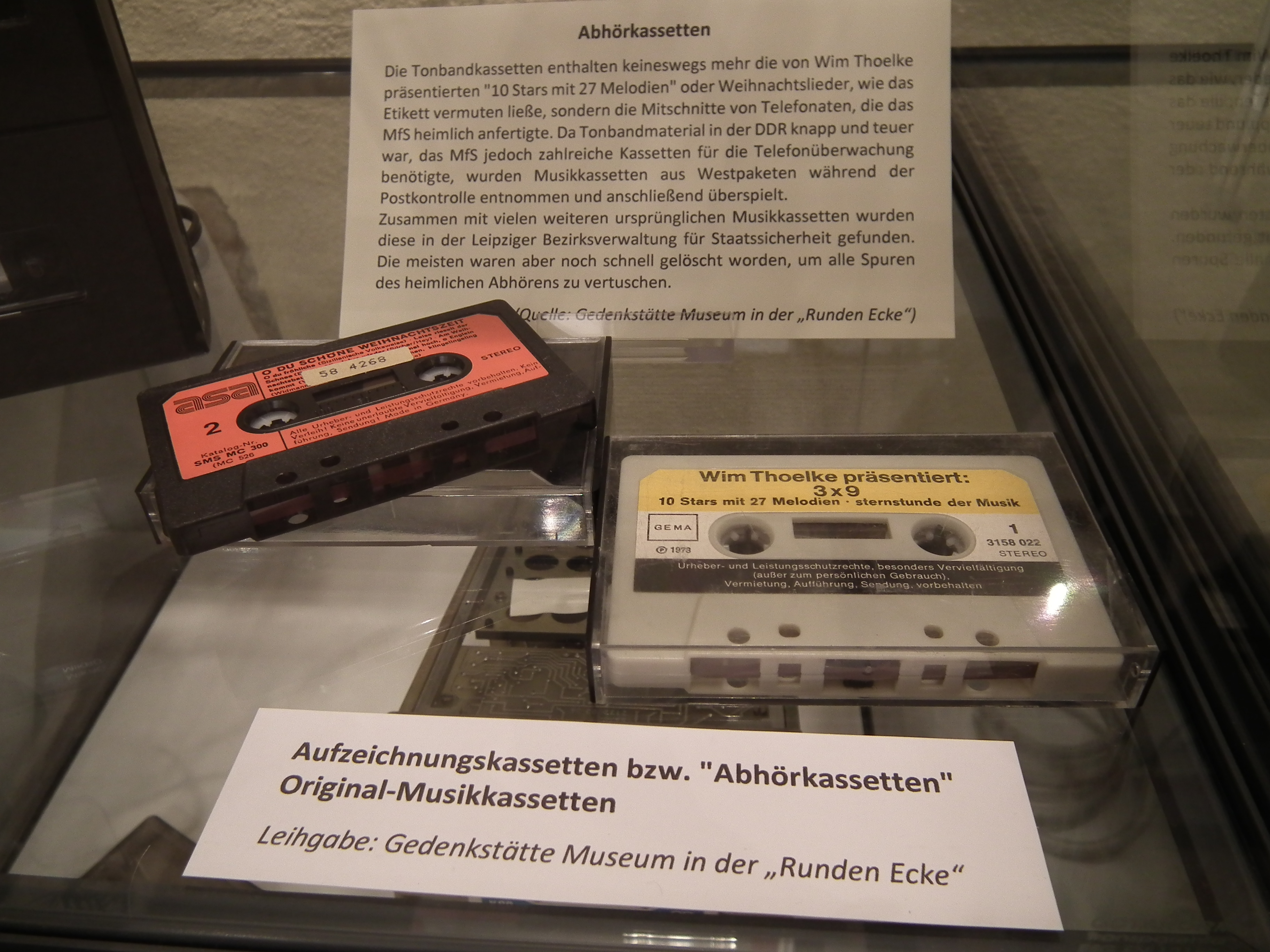
Musikkassetten wurden von der Stasi aus den Westpaketen entnommen und für die Aufzeichnung von Abhörungen benutzt.

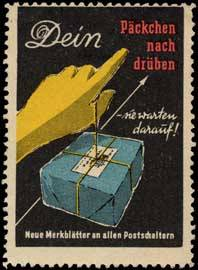
Westdeutsche Zusatzmarke „Dein Päckchen nach drüben“

Westpaket war die in der Deutschen Demokratischen Republik (DDR) übliche Bezeichnung für Pakete, die Westdeutsche an Familienangehörige und Freunde in der DDR sandten.

## Entwicklung
Ostdeutsche konnten westdeutsche Familienangehörige nach dem Bau der Mauer 1961 überhaupt nicht oder nur schwer besuchen. So nahmen persönliche Kontakte ab. Viele Westdeutsche schickten, wie vom Büro für gesamtdeutsche Hilfe in Bonn angeregt, ostdeutschen Verwandten mehr oder weniger regelmäßig – zum Beispiel zu Weihnachten oder zum Geburtstag – Westpakete. Im Gegenzug gab es das Ostpaket, das oft den –  ggf. auch mit Zutaten aus dem Westpaket (Zitronat, Sultaninen) – gebackenen Dresdener Christstollen enthielt. Mangels ausreichender Möglichkeiten zum Telefonieren war das neben Briefen oft der einzige Kontakt, der vielen Familien blieb. Westpakete waren angenehme Ergänzungen für den täglichen und längerfristigen Bedarf.
Der Inhalt der Westpakete musste mit der Aufschrift Geschenksendung, keine Handelsware gekennzeichnet sein und ein Inhaltsverzeichnis enthalten. Verschickt wurden neben Kleidung und Bettwäsche vor allem Süßigkeiten, Kaffee und Backzutaten. Der Versand von Geld war verboten, mitunter wurde aber versucht, es z. B. in Kaffeeverpackungen zu verstecken.
Für die Verpackung der Pakete wurden oft bewusst „schöne“ Materialien wie z. B. Geschenkpapier benutzt, die in der DDR in dieser Qualität nicht erhältlich waren und daher vom Empfänger gerne aufbewahrt und weiterverwendet wurden.
Verboten war der Versand von „nicht visuell lesbaren Medien“ wie beispielsweise Tonträgern. So wurden Tonbandkassetten regelmäßig von den DDR-Behörden beschlagnahmt und für die Telefonüberwachung verwendet. Ebenso war das Schicken von Kriegsspielzeug verboten.
Die durchschnittlich etwa 25 Millionen Pakete, deren Versand die westdeutschen Absender steuermindernd geltend machen konnten, enthielten pro Jahr etwa 1000 Tonnen Kaffee und fünf Millionen Kleidungsstücke. Beide waren auch als Tauschware von privat an privat begehrt.
Während die DDR zunächst versuchte, den Versand und die Auslieferung dieser Pakete zu behindern, etwa durch die Forderung eines Desinfektionsnachweises für gebrauchte Kleidungsstücke, waren die Pakete später fester Bestandteil in den Planungen zur Versorgung der Bevölkerung. 1975/76 erhöhte eine extrem schlechte Kaffeeernte beim weltgrößten Kaffeeexporteur Brasilien die von der DDR in Devisen zu zahlenden Einkaufspreise für Kaffee auf das Dreifache. Die politische Führung der DDR wies deshalb den Zoll an, großzügig darüber hinwegzusehen, wenn in Westpaketen oder im Gepäck von DDR-Besuchern aus dem Westen mehr Kaffee als erlaubt gefunden wurde. Weiterhin entschied das Politbüro der SED am 28. Juni 1977 über eine erste Vorlage „zur Produktion und der Versorgung mit Kaffee- und Kakaoerzeugnissen“ zwecks Verringerung des Devisenverbrauchs für den Import während der Kaffeekrise in der DDR: „Weiterhin ist damit zu rechnen, daß […] eine Zunahme der Versorgung […] durch andere Quellen, wie z. B. durch grenzüberschreitenden Päckchen- und Paketverkehr und beim Abkauf im Intershop erfolgen wird.“
Neuere Forschungen zum Geschenkpaketverkehr zwischen der Bundesrepublik Deutschland und der Deutschen Demokratischen Republik während der Zeit der Deutschen Teilung haben ergeben, dass der Versand von Westpaketen nur bedingt zur Aufrechterhaltung persönlicher oder verwandtschaftlicher Beziehungen beitrug und dass er nach der Wiedervereinigung oft aufgegeben wurde, als durch die Durchlässigkeit der Grenze die Notwendigkeit dazu wegfiel.
Auch die westdeutschen Geheimdienste MAD und BND kontrollierten jährlich tausende der zwischen Ost und West in beiden Richtungen geschickten Pakete, indem sie diese mit getarnten LKW von den vier „Aussonderungsstellen für Postsendungen aus der DDR“ Hamburg, Hannover, Bad Hersfeld und Hof abholten und an anderen Orten durchsuchten. Ziel dieser Aktionen soll die Enttarnung fremder Agenten und Spione gewesen sein.

## Trivia
- Der Dokumentarfilm „Der Duft des Westpakets“ befasst sich mit dem Phänomen dieses spezifischen Geruchs.[7]
- Es gibt Kosmetika, die den Duft des Westpakets tragen sollen.[8]